# Danowskie
Danowskie – wieś w Polsce położona w województwie podlaskim, w powiecie augustowskim, w gminie Nowinka. Leży nad jeziorami Blizno oraz Blizienko.
W latach 1975–1998 miejscowość administracyjnie należała do województwa suwalskiego.

## Historia
Według spisu powszechnego z 30 września 1921 r. w Danowskich w 15 budynkach mieszkalnych mieszkały 92 osoby (39 mężczyzn i 53 kobiety). Wszyscy byli wyznania rzymskokatolickiego oraz narodowości polskiej.